# Сох (Россия)
Сох — упразднённое село в Чародинском районе Дагестана. На момент упразднения входило в состав Суметинского сельсовета. Исключено из учётных данных в 1970-е годы.

## География
Располагалось на безымянном левобережном притоке реки Каракойсу, в 0,5 км к северо-западу от села Сумета.

## История
До вхождения Дагестана в состав Российской империи селение Сох входило в состав вольного общества Карах. Затем в Сачадинское сельское общество Тлейсерухского наибства Гунибского округа Дагестанской области. В 1895 году селение состояло из 43 хозяйства. По данным на 1926 год село состояло из 43 хозяйств. В административном отношении входило в состав Моксобского сельсовета Чародинского района.
В 1944 году, после депортации чеченского населения с Северного Кавказа и ликвидации ЧИАССР, все население сел Моксоб и Сох было переселено в село Аллерой вновь образованного Ритлябского района, которое в свою очередь было переименовано в Моксоб.
В 1957 году, в связи с восстановлением ЧИАССР, сохцы были вновь переселены в отделение хлопководческого совхоза «Аксай» село Кушбар-1, которое впоследствии было переименовано в село Моксоб. Незначительная часть населения вернулась на прежнее место жительства и восстановило населённый пункт который стал звеном колхоза имени Ленина села Сумета. Окончательно населённый пункт опустел в 1970-е годы.

## Население
| Численность населения | Численность населения | Численность населения | Численность населения | Численность населения | Численность населения |
| 1869                  | 1888                  | 1895                  | 1908                  | 1914                  | 1926                  |
| --------------------- | --------------------- | --------------------- | --------------------- | --------------------- | --------------------- |
| 155                   | ↗167                  | ↘139                  | ↗205                  | ↗281                  | ↘162                  |
| 1939                  | 1970                  |                       |                       |                       |                       |
| ↗185                  | ↘7                    |                       |                       |                       |                       |

По переписи 1926 года в селе проживало 162 человека (87 мужчин и 75 женщин), из которых: аварцы — 100 %..